# 营养主义
營養主義（英語：nutritionism）是一種假設通過科學手段檢驗出的食物營養素決定了日常飲食之中各食物價值的思考方式。也就是說，一份食物的營養價值等於各營養素的營養價值的總和。這個詞的另一個層面是暗示飲食的唯一要點是促進身體健康。這個詞本身是貶義的，暗示以這種方式去看食物是過於簡單且有害的。這個思想最突出的反对者迈克尔·波伦是一位記者，他認為食物的營養價值應該“比各營養素的總和還要高”。
這個詞虽然最早由喬治·史葛尼（Gyorgy Scrinis）提出，但是卻因為迈克尔·波伦而開始廣為人知。波倫對營養主義理解的要點是“廣泛宣傳但是未經驗證的假設 ... 認為理解食物的關鍵重點是營養素”。既然對一般大眾營養素是不可見的，那麼就有必要依賴營養專家去選擇食物。波倫主張，因為研究食物如何影響人體的科學還不完整，單純依賴個別營養素的資訊已經引導人們和政策決定者不斷的在營養議題上面作出錯誤的決定。波伦指責營養主義者必須要為許多與西方世界飲食有關的營養問題負責。他將營養主義比擬為一種宗教，依靠他們的“神職人員”（指營養學者和記者）來對大眾詮釋最新的正統觀念。如同許多宗教一樣，營養主義將世界分成好和壞。即使什麼是好和壞，也可能會隨時間而有戲劇性的變化。
波倫相信營養主義是有內在缺陷的，這是因為对科學化約論的偏愛造成的，講的是將個體因素分開逐一研究，而這些個體因素又是從他們的日常背景（如飲食文化）和重複出現的對營養結果有根本影響的因素中分離出來。即使科學家們曾嘗試去研究諸如文化、日常飲食和長期的飲食消費行為等因素，但針對個別營養成份進行精確度量和產生有意義的結論是十分困難的，以致至少會導致出現不完整的結論，甚至會產生誤導和引發不良後果。

## 營養主義的辯護觀點
有些評論意見認為波倫的反營養主義，或者反食品科學立场，已經變成一個意識形態的、教條式的，甚至是染上準宗教色彩的主義。其中一個批評者認為，儘管很多營養科學的研究，或者科學家們和記者們從這些研究得出的推斷，最後結果都是不準確的，我們還是不應該拒絕用科學去研究食物。一位評論員指出，針對維他命和其他營養素的研究為許多疾病的治療方法帶來了進步，如腳氣病和壞血病，而伴隨技術進一步改良，食品科學可以幫助對抗其他疾病和改善健康狀況。不應該因為食品科學的複雜度而放棄用系統化方式去研究它。丹尼爾·恩伯（Daniel Engber）也指出波倫過度理想化了祖先的飲食方式，而且他相信這些過去的飲食方式有可能不適合現代人的需求。